# Илинойски технически институт
Илинойският технически институт (на английски: Illinois Institute of Technology) е частно висше училище в град Чикаго, Съединените щати. През 2009/2010 година Илинойският технически институт има около 7700 студенти и докторанти, обучавани от 659 преподаватели.
Основан през 1940 година със сливането на основания през 1890 година Технически институт „Армър“ и основания през 1895 година Институт „Люис“, институтът бързо се разраства през годините на Втората световна война, когато прилага програми за обучение на офицери за военноморския фронт. През 50-те и 60-те години институтът е в своя разцвет, като провежда множество изследователски програми, а в началото на 50-те е смятан за най-голямото инженерно училище в страната.